# داركو انش
داركو انش (بالألمانية: Darco Gellert)‏ (و. 1968  م) هو رسام، وفنان جرافيتي، وفنان ألماني، ولد في بيلفلد.